# زلزال دالي 1925
زلزال دالي 1925 هو زلزالٌ وقعَ في دالي في الصين بتاريخ 16 مارس 1925.